# James Caan

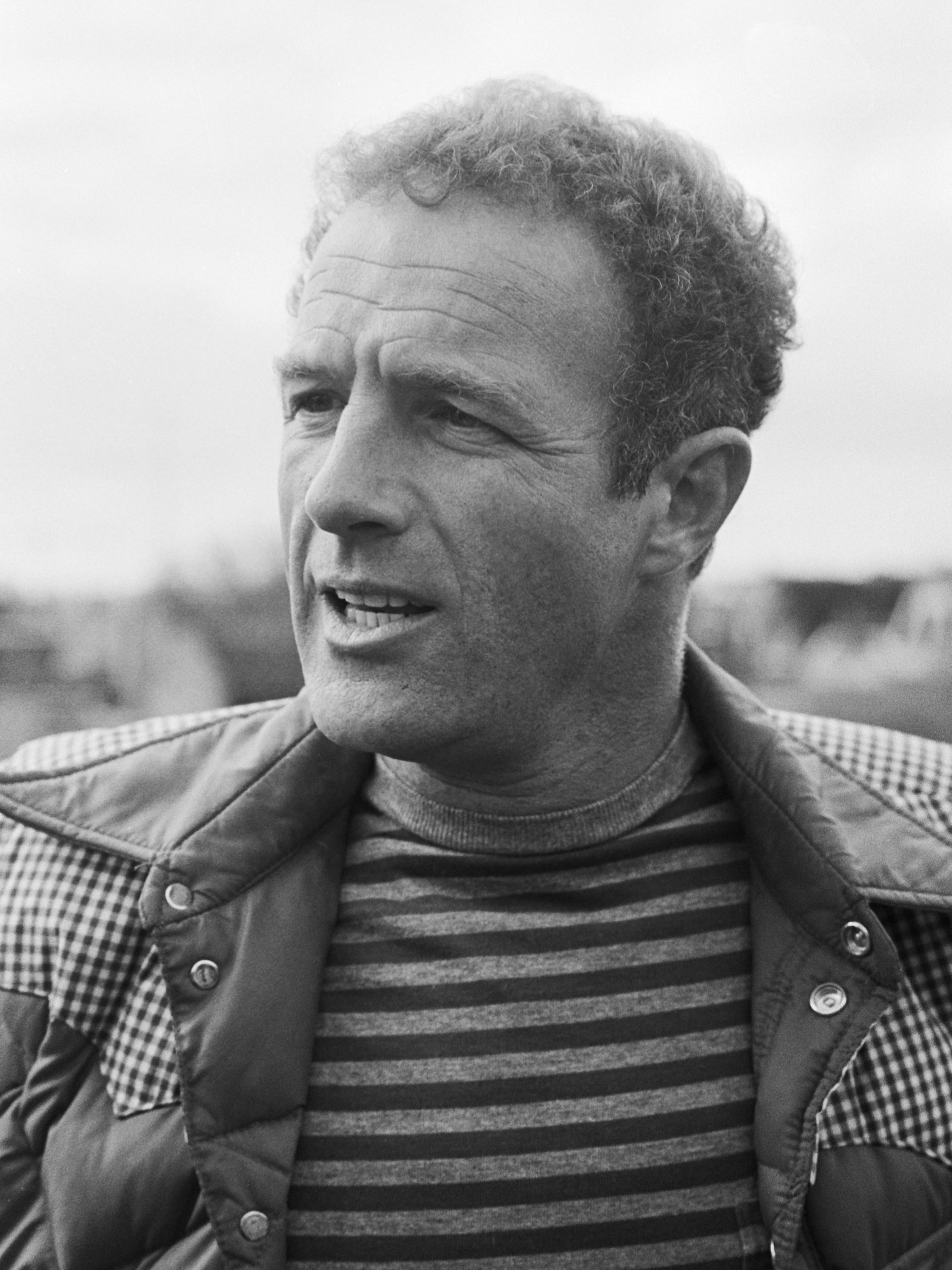
James Caan, 1976

James Edmund „Jimmy“ Caan (* 26. März 1940 in der Bronx, New York City; † 6. Juli 2022 in Westwood, Los Angeles, Kalifornien) war ein US-amerikanischer Schauspieler. Für seine Darstellung des Sonny Corleone im Filmklassiker Der Pate (1972) war er für einen Oscar und einen Golden Globe nominiert.
Später übernahm er zahlreiche Hauptrollen in Produktionen wie dem Actionfilm Rollerball (1975), dem Kriegsfilm Die Brücke von Arnheim (1977), dem Thriller Der Einzelgänger (1981), der Stephen-King-Adaption Misery (1990), der Komödie Honeymoon in Vegas (1992) oder dem Experimentalfilm Dogville (2003).

## Leben und Karriere

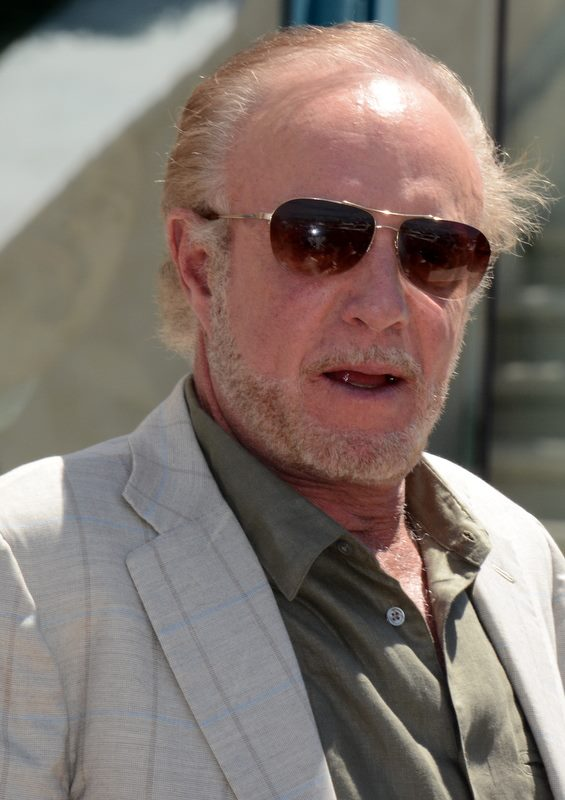
James Caan, 2013

James Caan wurde als Sohn des Metzgers Arthur Caan  und seiner Frau Sophie (geborene Falkenstein) in der Bronx geboren. Die Eltern waren jüdische Immigranten aus Bingen am Rhein. Caan wuchs in Sunnyside im Stadtbezirk Queens auf. Er studierte an der Michigan State University und an der Hofstra University. Seine Geschwister sind Ronnie und Barbara, die 1981 an Leukämie starb. Caan spielte mehrere Jahre Football, erwarb den Schwarzen Gürtel in Karate und nahm auch an Rodeos teil.
Nach dem Gewinn einer Schauspielausbildung lernte Caan bei Wynn Handman. Nach mehreren Theaterrollen erhielt er Rollen in Fernsehserien wie Die Unbestechlichen. Seine erste ernstzunehmende Rolle in einem Kinofilm hatte er 1964 in dem Thriller Lady in a Cage, in dem er als sadistischer Jugendlicher die wehrlose Olivia de Havilland foltert. 1966 spielte er an der Seite von John Wayne in El Dorado. In den folgenden Jahren wirkte er in zahlreichen Hollywood-Filmen mit. Seine erste Auszeichnung erhielt er 1969 für seine Rolle als Footballspieler in Liebe niemals einen Fremden von Francis Ford Coppola. Für seine Darstellung des Sonny Corleone in Der Pate erhielt er eine Oscar- und eine Golden-Globe-Nominierung als bester Nebendarsteller. Seine Darstellungen von Figuren italienischer Herkunft waren derart überzeugend, dass er – obgleich nicht italienischstämmig – in New York zweimal zum „Italiener des Jahres“ gewählt wurde. Im Kriegsfilm Die Brücke von Arnheim übernahm er 1977 die Rolle des Staff Sergeant Eddie Dohun. 1981 war er in Michael Manns Spielfilmdebüt Der Einzelgänger als Profi-Einbrecher Frank zu sehen, welche heute als eine seiner besten Rollen gilt.
Von 1982 bis 1987 lebte Caan zurückgezogen. Ausschlaggebend dafür waren der Tod seiner Schwester, seine Probleme mit Kokain und dass er sich insgesamt ausgebrannt fühlte. Erst 1987 kehrte er für die Rolle des Sergeant Clell Hazard in dem Drama Der steinerne Garten seines Freundes Coppola auf die Leinwand zurück, sowie zwei Jahre später in dem Science-Fiction Film. Spacecop L. A. 1991.
1990 hatte er mit der Hauptrolle in Rob Reiners Adaption von Stephen Kings Misery an der Seite von Kathy Bates jedoch nach langem wieder einen großen Erfolg zu verbuchen.
Nach dem Erfolg von Misery war er wieder häufiger in Filmen zu sehen. Unter anderem an der Seite von Meg Ryan und Dennis Quaid spielte er in Flesh And Bone – Ein blutiges Erbe und neben Nicolas Cage und Sarah Jessica Parker in … aber nicht mit meiner Braut – Honeymoon in Vegas. Des Weiteren war er in den 1990ern in Filmen wie Durchgeknallt (dem Spielfilmdebüt von Wes Anderson) Eraser, Poodle Springs (in dem er Philip Marlowe darstellte), Mickey Blue Eyes, sowie in den 2000ern in James Grays The Yards – Im Hinterhof der Macht und Lars von Triers Dogville. Ein weiterer Erfolg war Jon Favreaus Weihnachtskomödie Buddy – Der Weihnachtself  wo er den Vater der Hauptfigur Buddy spielt. Zudem trat Caan auch regelmäßig im Fernsehen auf.
Von 2003 bis Herbst 2007 war Caan in der Fernsehserie Las Vegas als Ed Deline, Geschäftsführer eines Casinos, zu sehen. Weltweit ein Erfolg, wurde die Serie jedoch nach der fünften Staffel aufgrund sinkender Einschaltquoten und im Zuge des Autorenstreiks mit einem Cliffhanger eingestellt. Caan war bereits nach der vierten Staffel auf eigenen Wunsch aus der Serie ausgestiegen; Tom Selleck war anschließend als neuer Hauptcharakter A.J. Cooper eingeführt worden.
2004 hatte Caan einen Gastauftritt in der Zeichentrickserie Die Simpsons (16. Staffel, Folge 2: Die geheime Zutat) und 2010 in der YouTube-Serie The Annoying Orange (Folge: Annoying Orange: Jalapeño). In der Folge „Feuerwerk“ der Serie Hawaii Five-0, in der sein Sohn Scott Caan eine Hauptrolle spielt, hatte er einen Gastauftritt. 2009 war er in einer Nebenrolle in dem Film Mercy zu sehen als der Vater seines wirklichen Sohnes Scott, der auch das Drehbuch zu dem Film geschrieben hatte. Es folgten mehr als dreißig weitere Auftritte in Film und Fernsehen. Zuletzt war er 2021 in Queen Bees – Im Herzen jung zu sehen, sowie 2023 posthum in Fast Charlie. Francis Ford Coppola hatte vor ihm eine Rolle in seinem lange geplanten Epos Megalopolis zu geben, doch aufgrund von Caans Tod, wurde die Rolle, welche für ihn vorgesehen war an Dustin Hoffman vergeben.
Sein schauspielerisches Schaffen umfasst mehr als 130 Produktionen.

## Deutsche Synchronsprecher
Bis 1972 hatte Caan keinen deutschen Stammsprecher, wurde bis dahin allerdings mehrfach von Michael Chevalier und Claus Jurichs gesprochen. Während der ersten Hochphase seiner Karriere von 1972 bis 1982 war vor allem Klaus Kindler Caans deutscher Stammsprecher. In Der Pate (1972), dem Film, der diese Phase seiner Karriere einleitete, wurde Caan jedoch in der ursprünglichen Kinosynchronisation von Thomas Stroux, in der TV-Synchronisation von Manfred Lehmann und in den späteren DVD-Synchronisationen von Oliver Stritzel gesprochen. In der zweiten Karrierephase seit den späten 1980er Jahren wurde Caan vor allem abwechselnd von Joachim Kerzel und Michael Telloke gesprochen.

## Privates
James Caan heiratete 1961 Dee Jay Mathis. Am 5. November 1964 wurde die Tochter Tara geboren. Die Ehe wurde 1966 geschieden. 1976 heiratete er das Model und Schauspielerin Sheila Ryan, mit der er den Sohn Scott Caan hat, der ebenfalls Schauspieler ist. Die Ehe wurde im Jahr darauf geschieden. 1989 heiratete er Ingrid Hayjek, mit der er einen Sohn hat. Diese Ehe wurde 1995 geschieden. Von 1996 bis 2009 war er mit Linda Stokes verheiratet, mit der er zwei Söhne hat.
Caan starb am 6. Juli 2022 im Alter von 82 Jahren an einem Herzinfarkt. Er hatte  schon seit längerer Zeit an COPD und einer koronaren Herzkrankheit gelitten.

## Filmografie (Auswahl)

### Schauspieler
- 1963: Das Mädchen Irma la Douce (Irma la Douce)
- 1964: Lady in a Cage
- 1965: Die glorreichen Reiter (The Glory Guys)
- 1965: Rote Linie 7000 (Red Line 7000)
- 1966: El Dorado
- 1967: Countdown: Start zum Mond (Countdown)
- 1968: Tauchfahrt in die Hölle (Submarine X-1)
- 1969: Liebe niemals einen Fremden (The Rain People)
- 1970: Nichts wie weg, Rabbit (Rabbit Run)
- 1971: Freunde bis in den Tod (Brian’s Song)
- 1972: Der Pate (The Godfather)
- 1973: Schleuderpartie (Slither)
- 1973: Zapfenstreich (Cinderella Liberty)
- 1974: Spieler ohne Skrupel (The Gambler)
- 1974: Die Superschnüffler (Freebie and the Bean)
- 1974: Der Pate – Teil II (The Godfather: Part II)
- 1975: Die Killer-Elite (The Killer Elite)
- 1975: Funny Lady
- 1975: Rollerball
- 1976: Mel Brooks’ letzte Verrücktheit: Silent Movie (Silent Movie)
- 1976: Und morgen wird ein Ding gedreht (Harry and Walter Go to New York)
- 1977: Die Brücke von Arnheim (A Bridge Too Far)
- 1978: Eine Farm in Montana (Comes a Horseman)
- 1979: Das zweite Kapitel (Chapter Two)
- 1980: Die Machtprobe (Hide in Plain Sight)
- 1981: Der Einzelgänger (Thief)
- 1981: Ein jeglicher wird seinen Lohn empfangen … (Les uns et les autres)
- 1987: Der steinerne Garten (Gardens of Stone)
- 1988: Spacecop L.A. 1991 (Alien Nation)
- 1990: Dick Tracy
- 1990: Misery
- 1991: For the Boys – Tage des Ruhms, Tage der Liebe (For the Boys)
- 1992: … aber nicht mit meiner Braut – Honeymoon in Vegas (Honeymoon in Vegas)
- 1993: The Challenge – Die Herausforderung (The Program)
- 1993: Flesh And Bone – Ein blutiges Erbe (Flesh & Bone)
- 1996: Eraser
- 1996: Durchgeknallt (Bottle Rocket)
- 1996: Bulletproof
- 1996: Tashunga – Gnadenlose Verfolgung (North Star)
- 1999: Mickey Blue Eyes
- 2000: The Yards – Im Hinterhof der Macht (The Yards)
- 2000: The Way of the Gun
- 2000: Lucky Town (Luckytown)
- 2001: Shadows of Death: Im Fadenkreuz der Mafia (In the Shadows)
- 2001: Warden of Red Rock – Lebenslänglich hinter Gittern
- 2001: Das Iowa-Inferno (A Glimpse of Hell)
- 2002: City of Ghosts
- 2003: This Thing of Ours
- 2003: Dogville
- 2003: Buddy – Der Weihnachtself (Elf)
- 2003: Jericho Mansions
- 2003–2007: Las Vegas (Fernsehserie, 88 Folgen)
- 2008: Get Smart
- 2009: New York, I Love You
- 2009: Middle Men
- 2009: Wolkig mit Aussicht auf Fleischbällchen (Cloudy with a Chance of Meatballs, Stimme)
- 2009: Mercy
- 2010: Henry & Julie – Der Gangster und die Diva (Henry’s Crime)
- 2011: Detachment
- 2012: Small Apartments
- 2012: Hawaii Five-0 (Fernsehserie, Folge Lekio)
- 2012: Der Chaos-Dad (That’s My Boy)
- 2012: For the Love of Money
- 2013: Back in the Game (Fernsehserie, 13 Folgen)
- 2013: Blood Ties
- 2014: A Fighting Man
- 2014: The Outsider
- 2014: Preggoland
- 2015: The Throwaways
- 2015: Sicilian Vampire
- 2015: Gefährliche Leidenschaft – Wuthering High (Wuthering High, Fernsehfilm)
- 2016: The Good Neighbor – Jeder hat ein dunkles Geheimnis (The Good Neighbor)
- 2017: Die Wurzeln des Glücks (Holy Lands)
- 2018: Aufstieg und Fall des Barry Minkow (Con Man)
- 2021: Queen Bees – Im Herzen jung (Queen Bees)
- 2023: Fast Charlie

### Regisseur
- 1980: Die Machtprobe (Hide in Plain Sight)

## Auszeichnung und Nominierungen (Auswahl)
- 1966: Nominierung Golden Globe, Bester Nachwuchsdarsteller, für Die glorreichen Reiter
- 1972: Nominierung Emmy Award, Bester Nebendarsteller, für Freunde bis in den Tod
- 1973: Oscar-Nominierung, Bester Nebendarsteller, für Der Pate
- 1973: Nominierung Golden Globe, Bester Nebendarsteller (Spielfilm), für Der Pate
- 1975: Nominierung Golden Globe, Bester Darsteller (Drama), für Spieler ohne Skrupel
- 1976: Nominierung Golden Globe, Bester Darsteller (Comedy or Musical), für Funny Lady
- 1976: Saturn Award, Bester Hauptdarsteller, für Rollerball (zusammen mit Don Johnson – Der Junge und sein Hund)
- 1978: Stern auf dem Hollywood Walk of Fame
- 1992: Nominierung Saturn Award, Bester Hauptdarsteller, für Misery
- 2004: Nominierung Daytime Emmy Award, Outstanding Performer in a Children/Youth/Family Special, für The Incredible Mrs. Ritchie